# Német nyelvű költők, írók listája
Ez a lista a német nyelven (és annak különböző változatain) alkotó legismertebb írók, költők névsorát tartalmazza betűrendben, a ma létező országok szerint, évszámmal ellátva.
Ha országok szerint szeretnél keresni, lásd még a következő listákat:

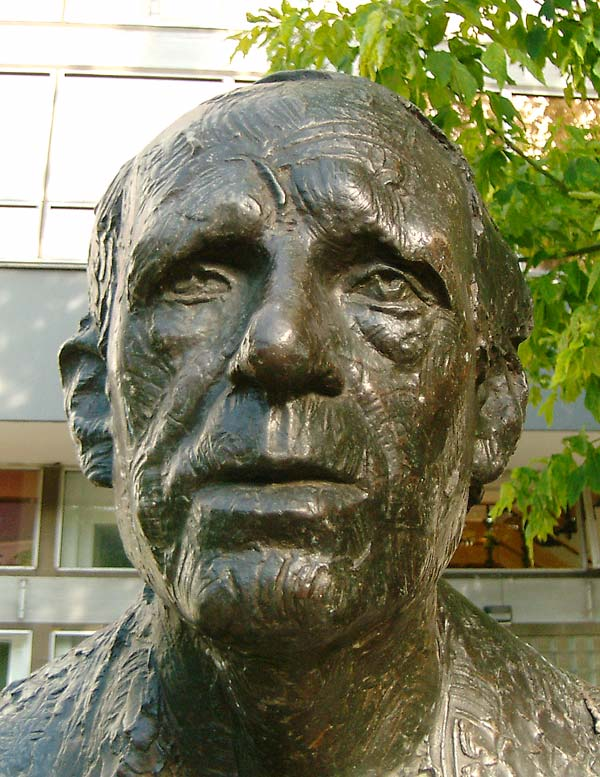
Heinrich Böll szoborportréja Berlinben

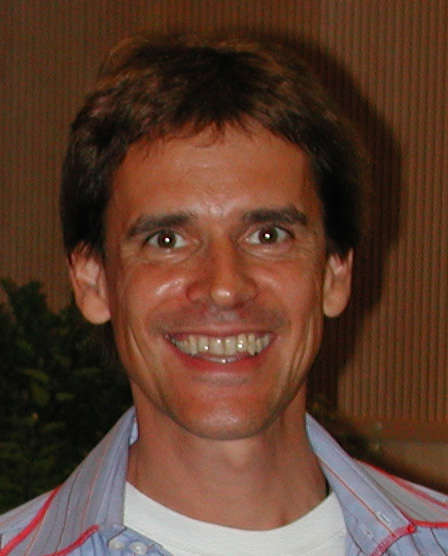
Thomas Brezina

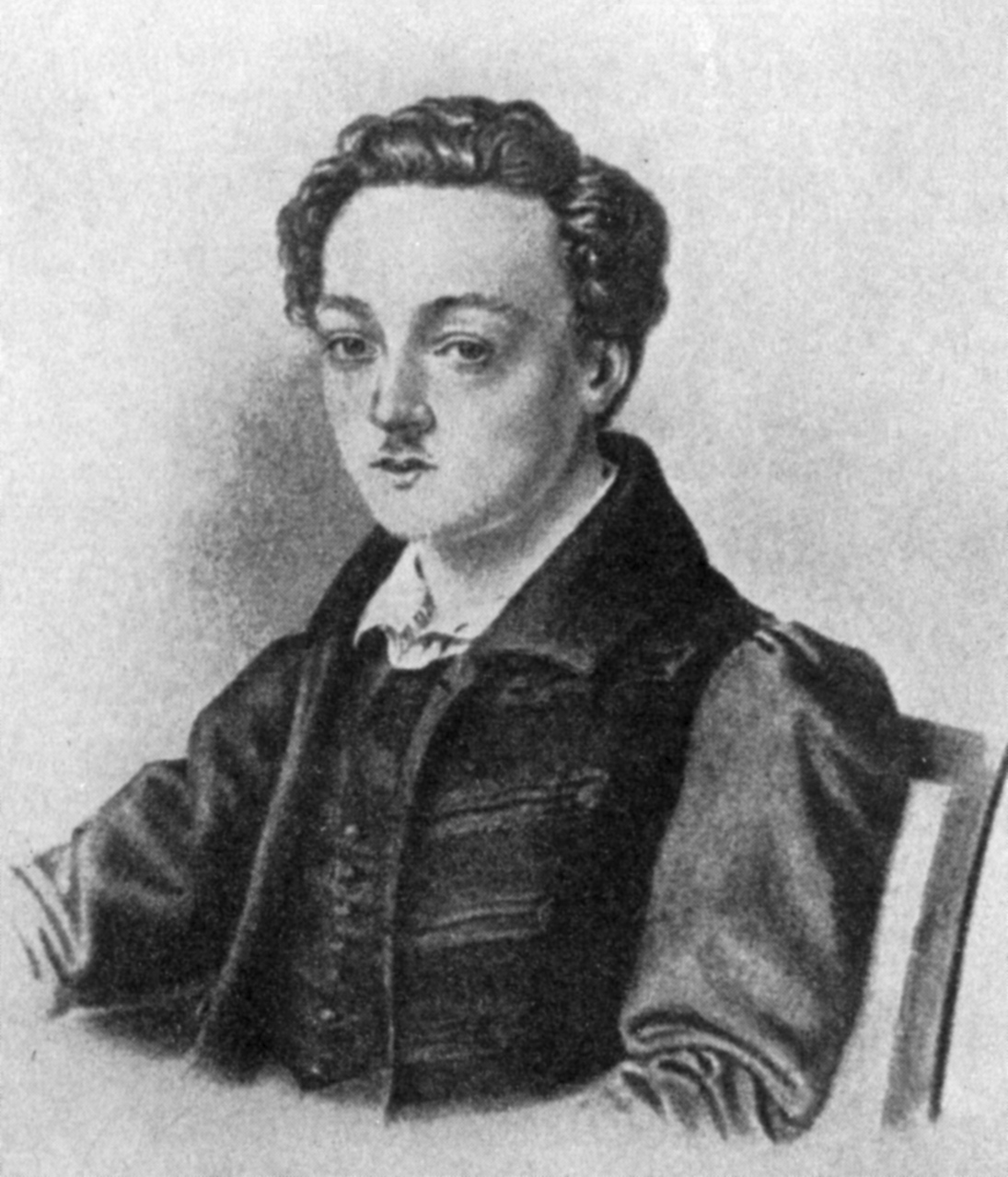
Georg Büchner

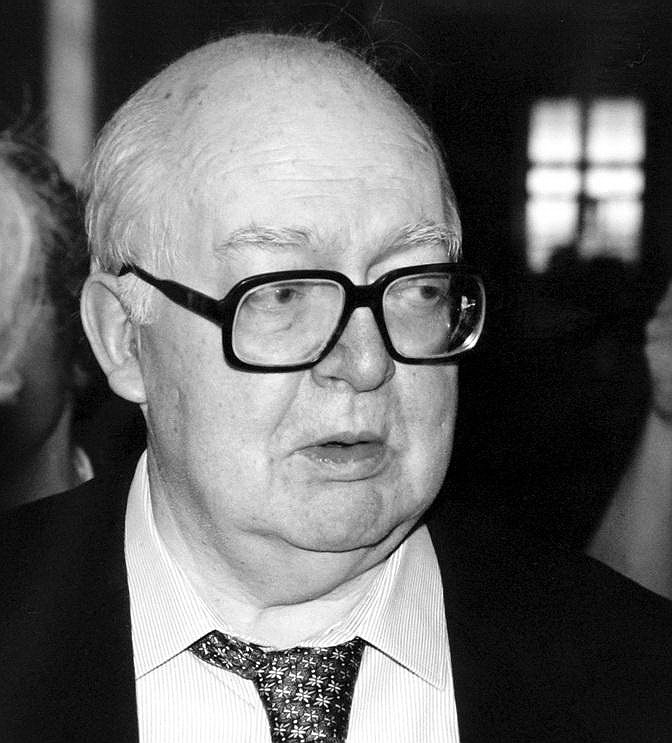
Friedrich Dürrenmatt

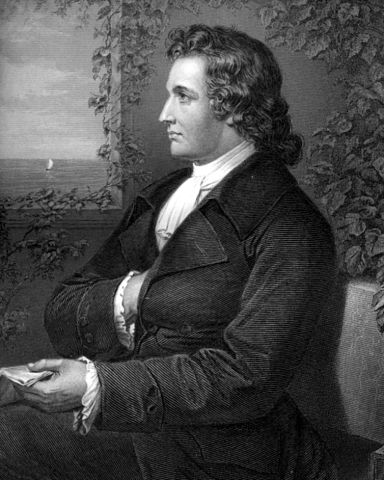
Johann Wolfgang Goethe

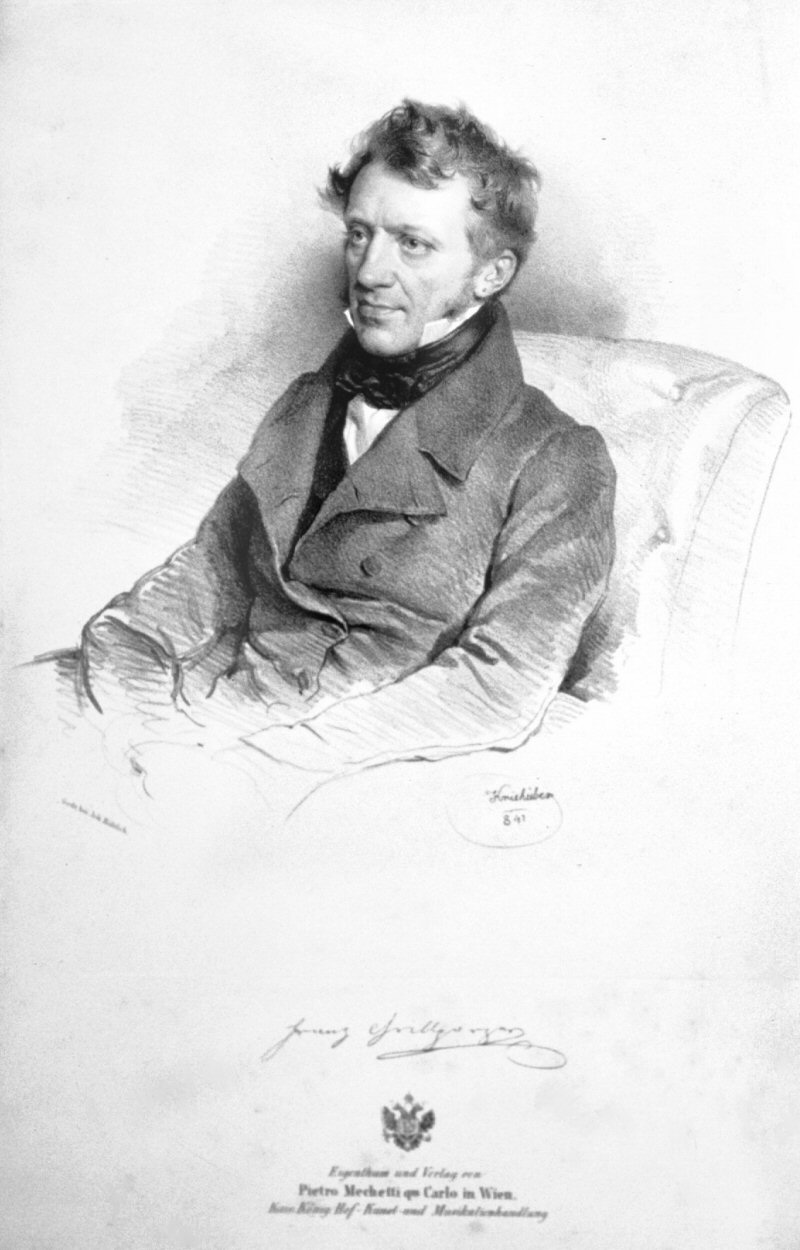
Franz Grillparzer

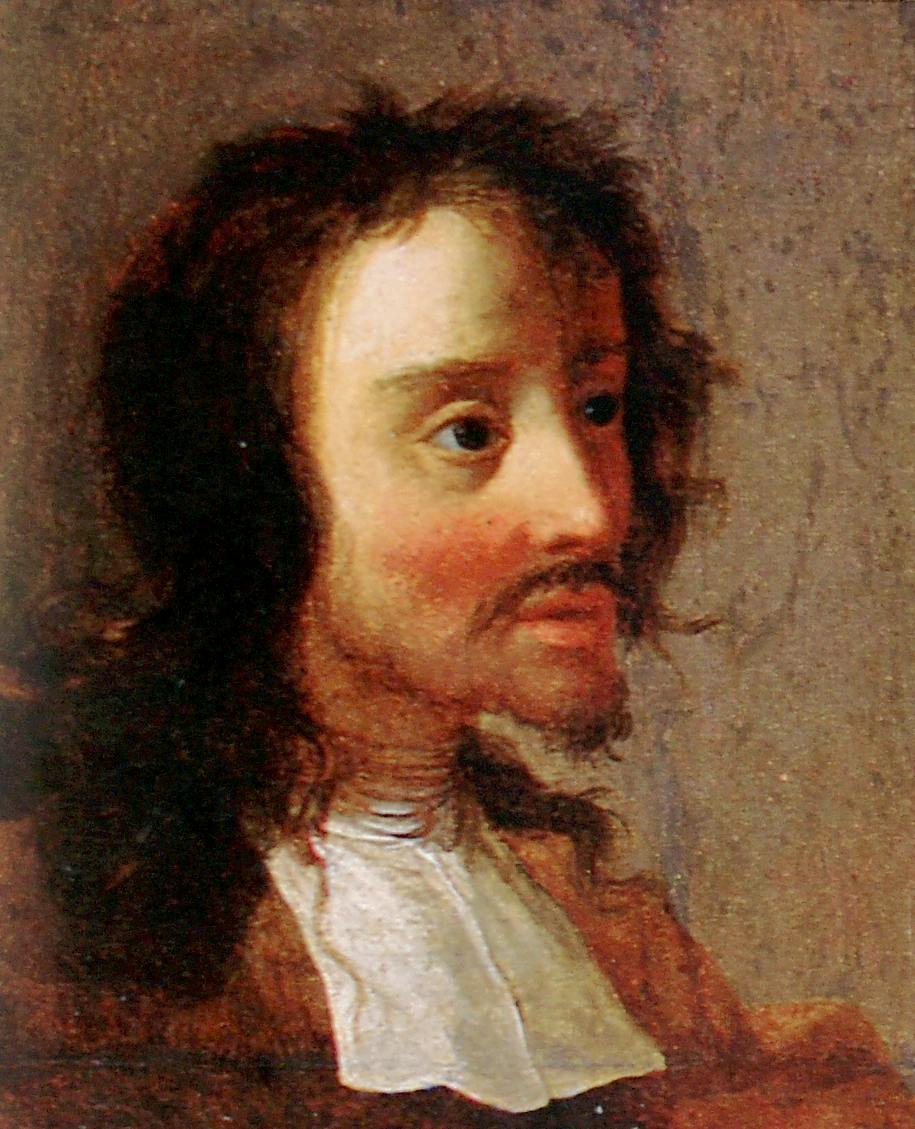
Hans Jakob Christoffel von Grimmelshausen, Marcus Bloß festménye (1641)

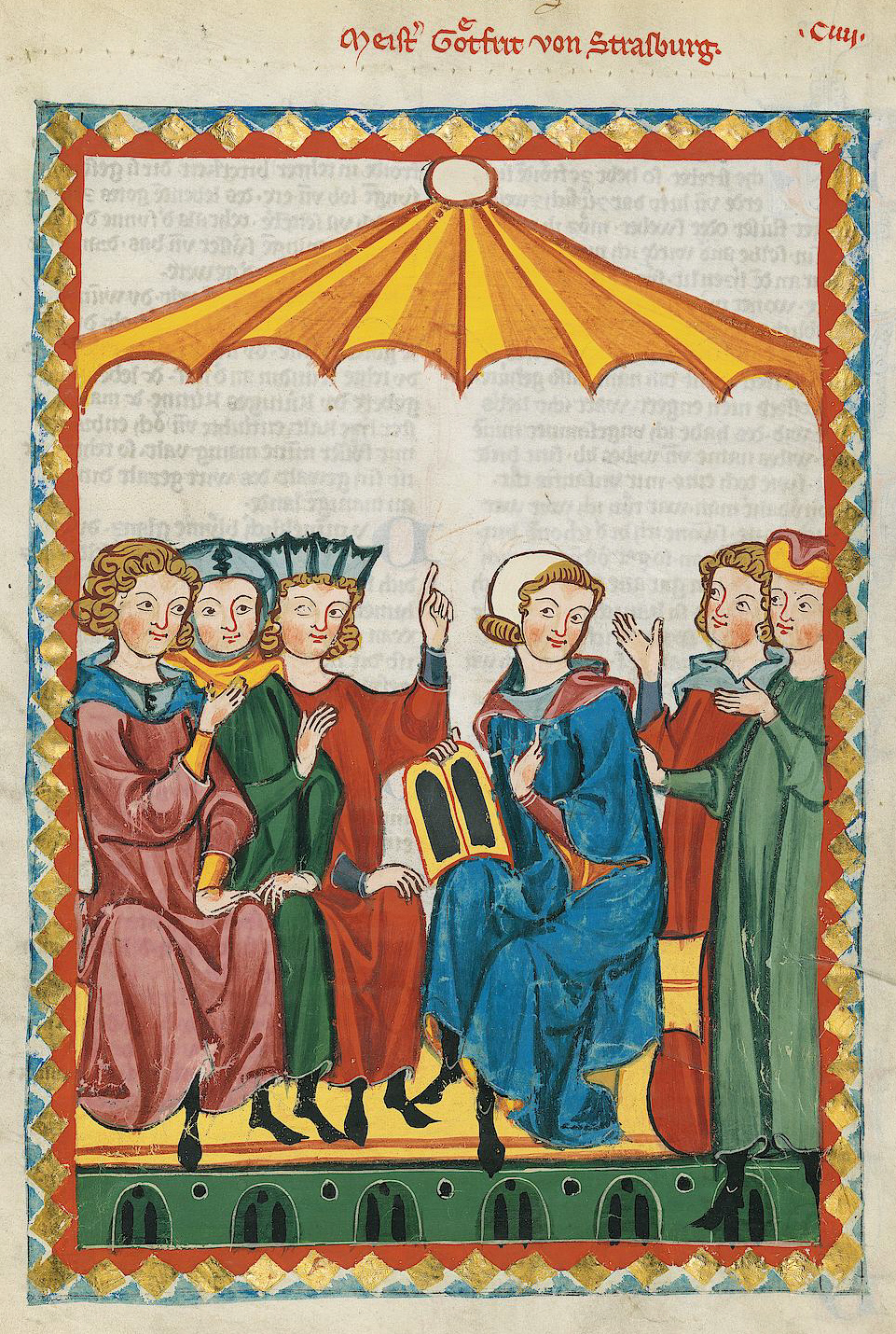
A Codex Manasse Gottfried von Strassburg-portréja

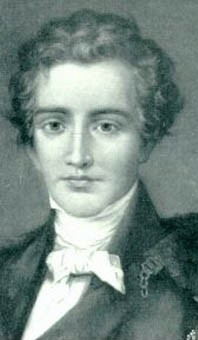
Wilhelm Hauff

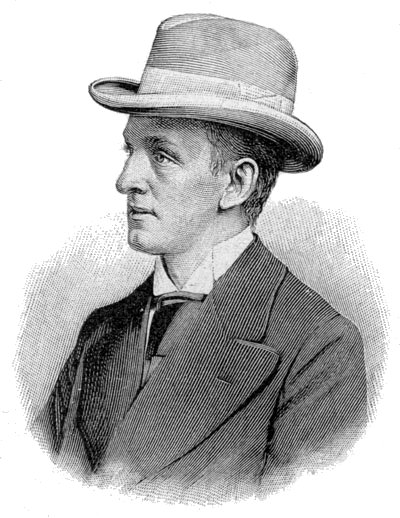
Gerhart Hauptmann

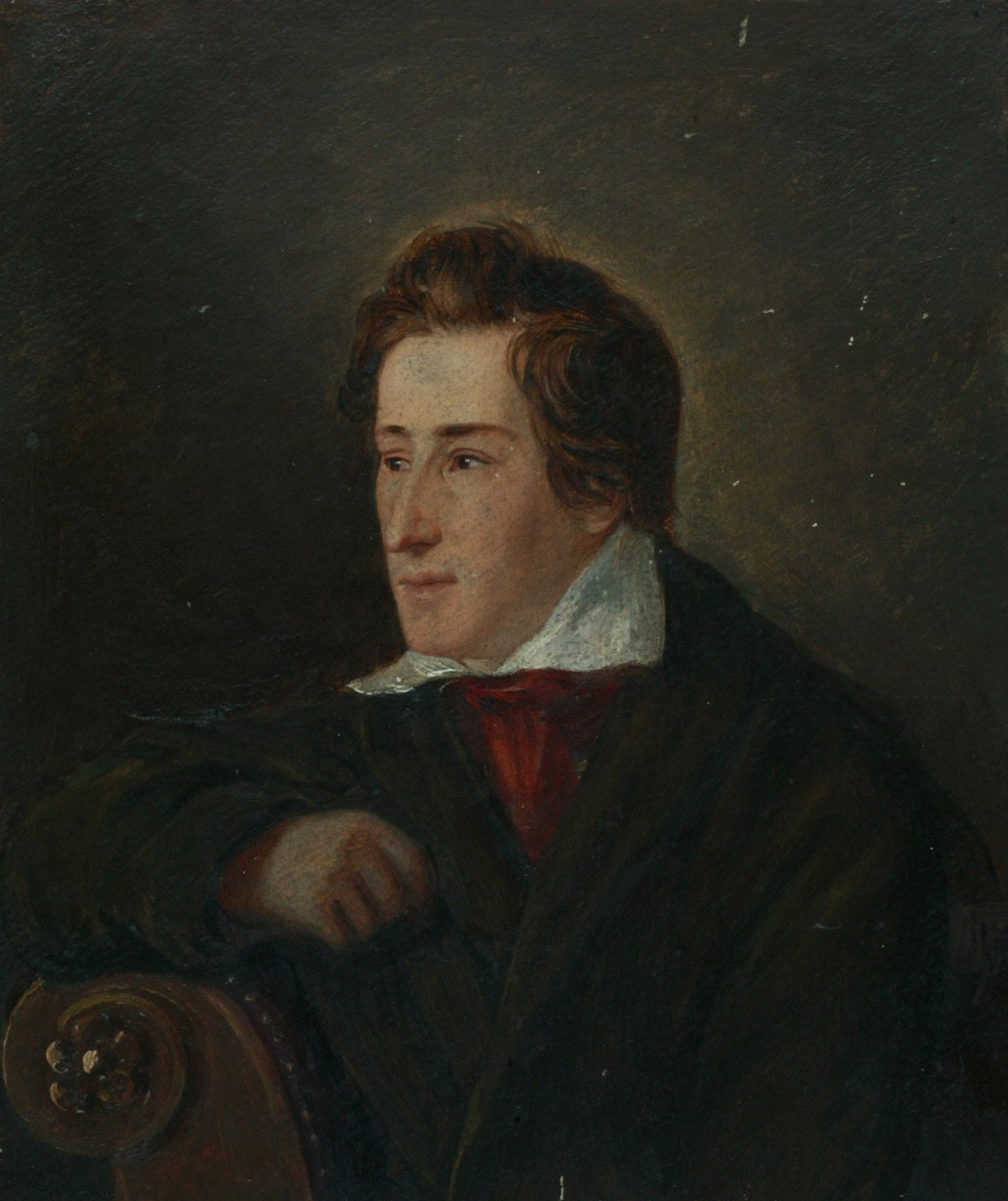
Heinrich Heine portréja David Oppenheim által, 1831

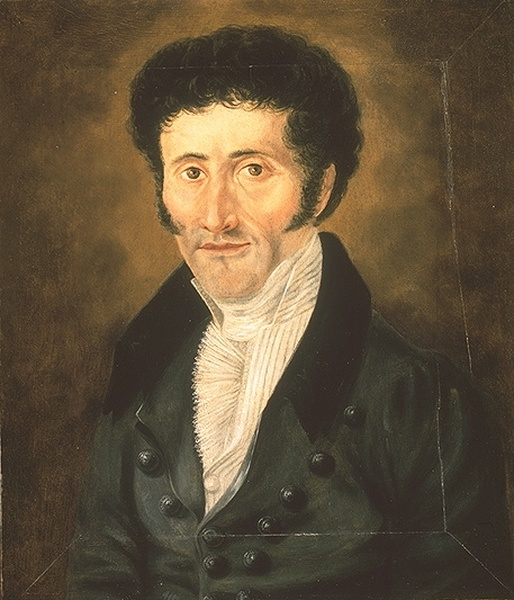
E.T.A.Hoffmann

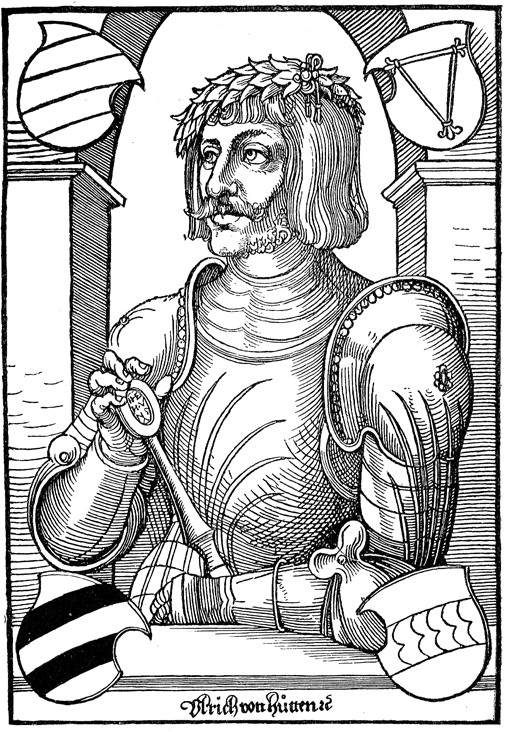
Ulrich von Hutten portréja

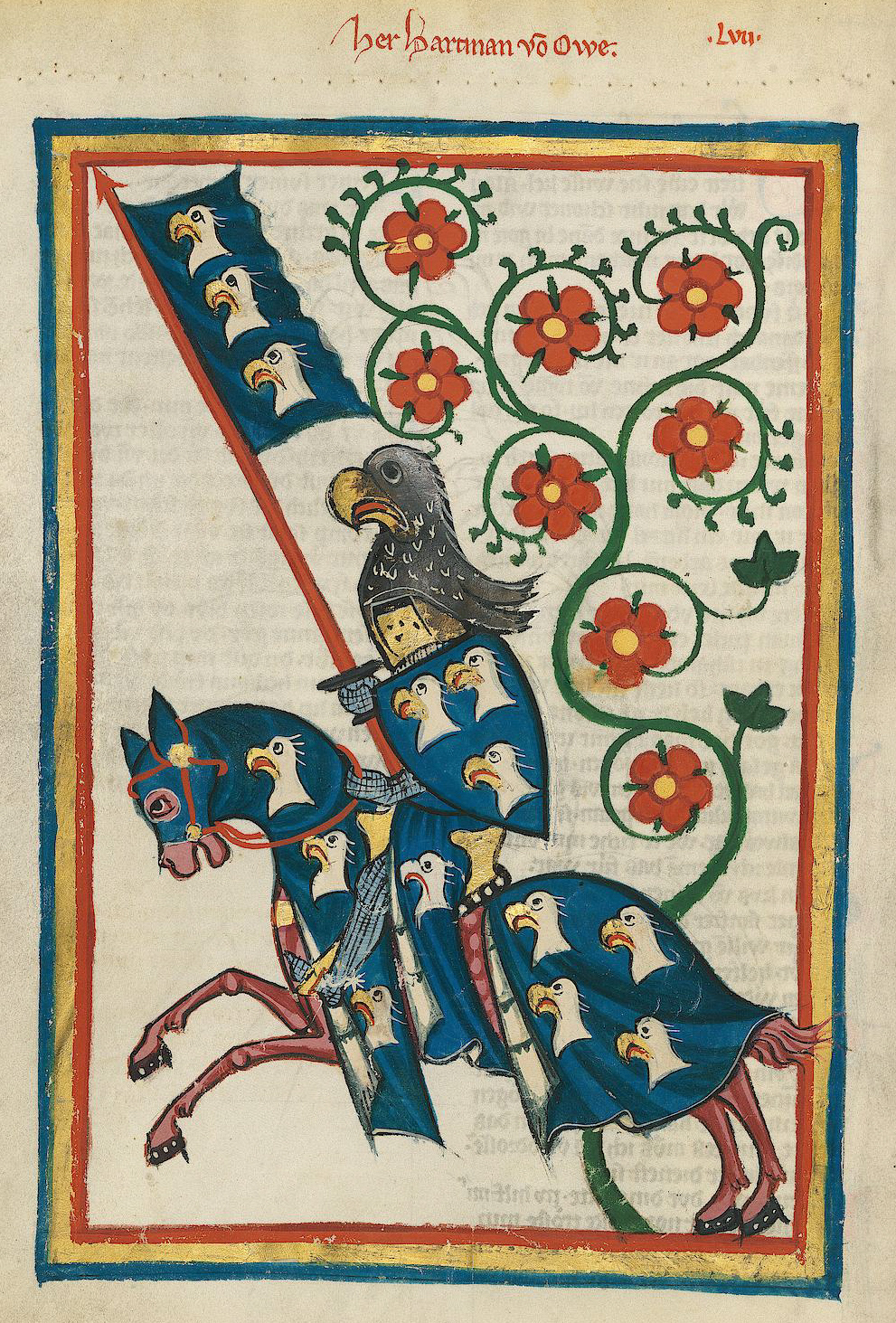
Hartmann von Aue a Codex Manesse egyik illusztrációján

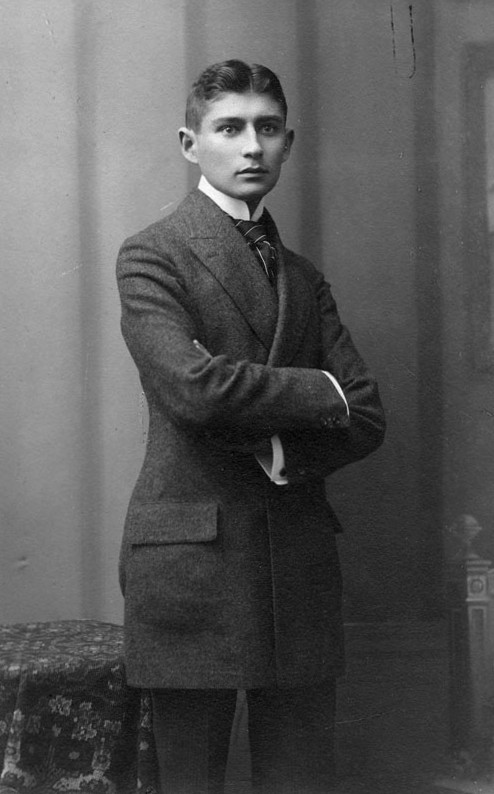
Franz Kafka

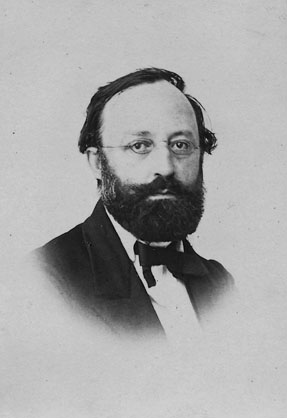
Gottfried Keller

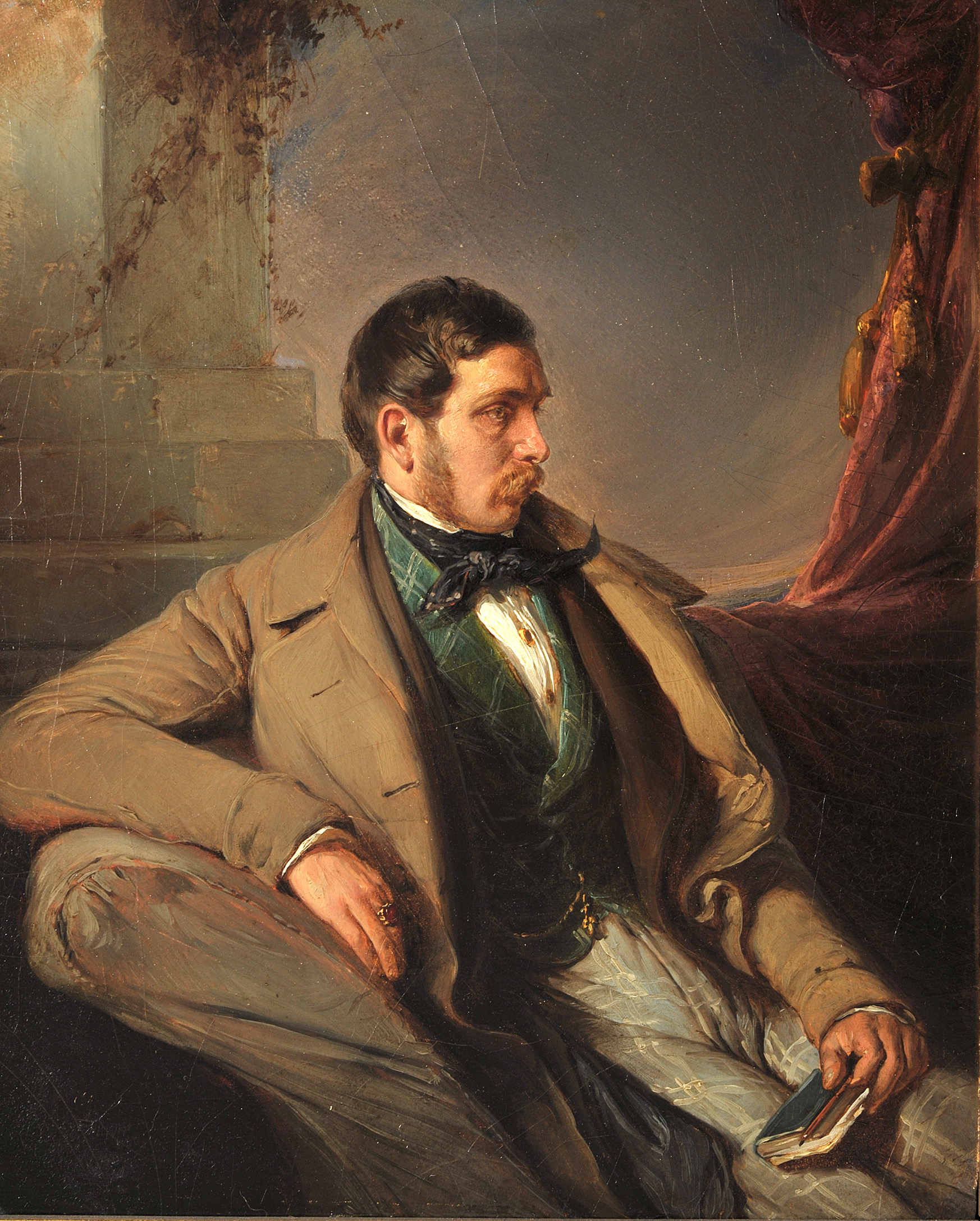
Nikolaus Lenau

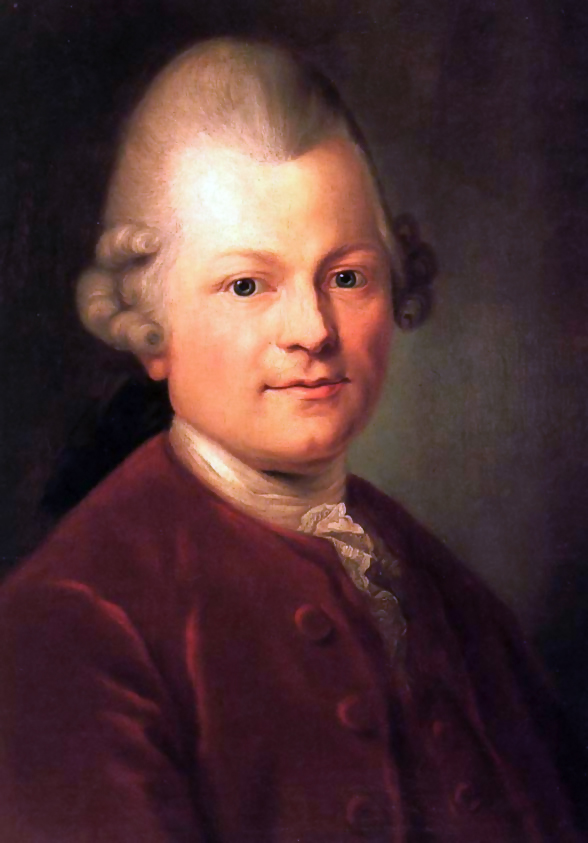
Gotthold Ephraim Lessing

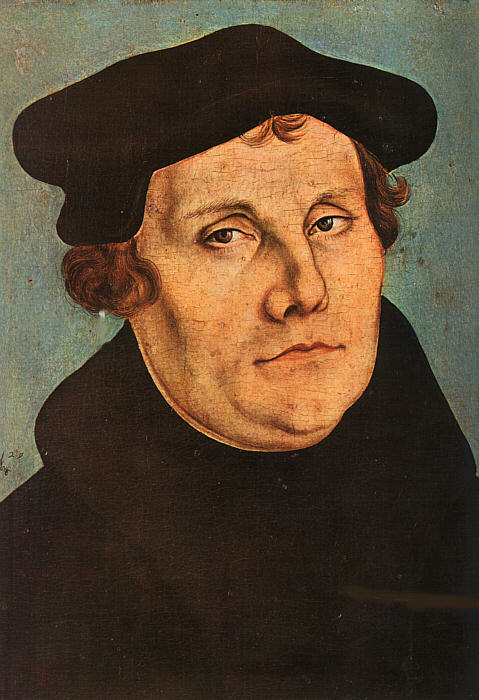
Martin Luther id.Lucas Cranach festményén

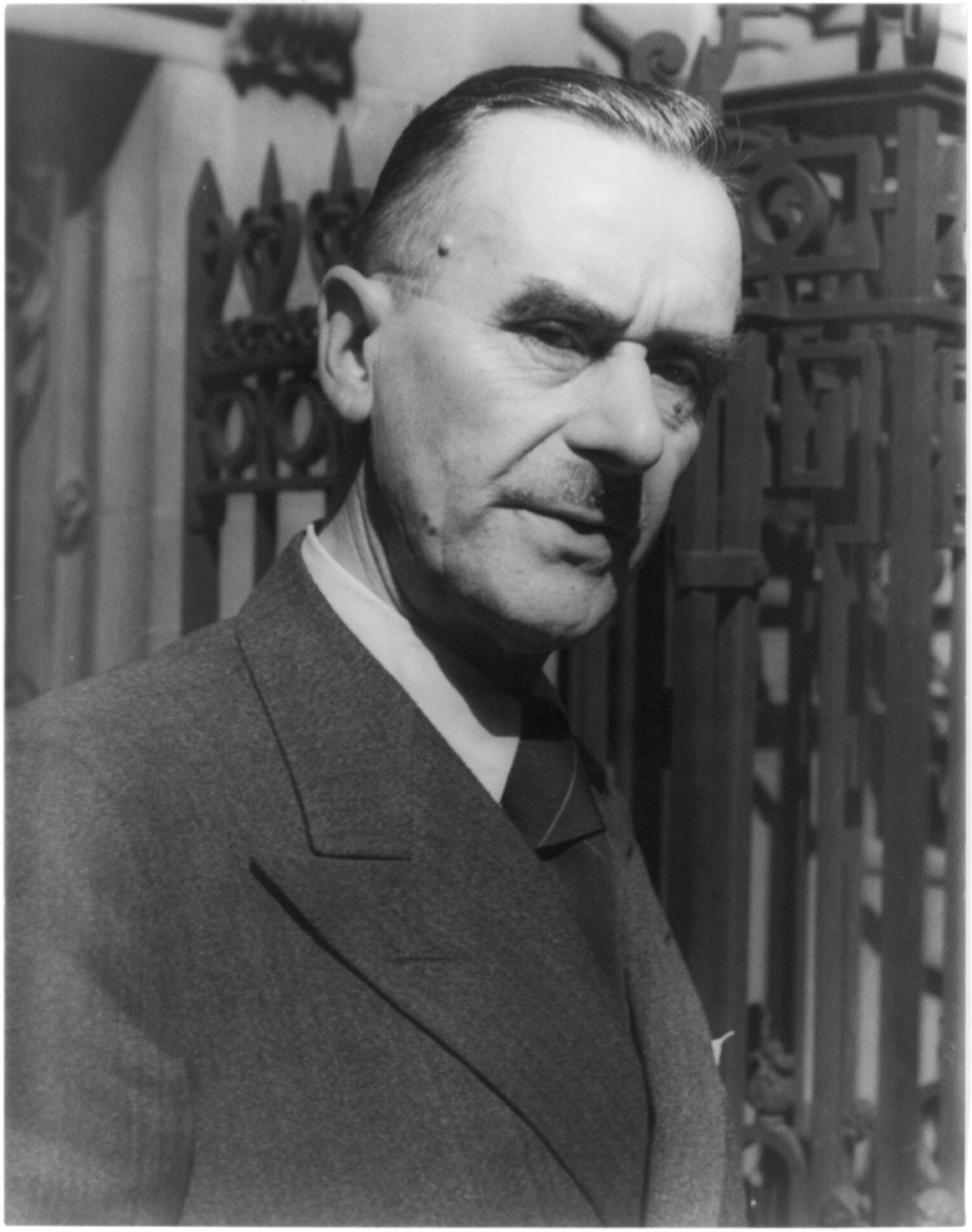
Thomas Mann 1937. Fotó: Carl Van Vechten

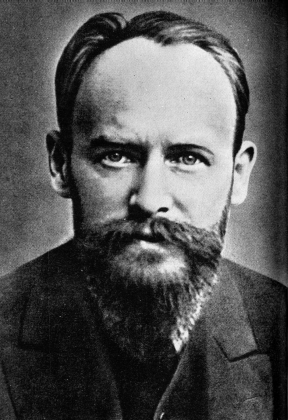
Christian Morgenstern

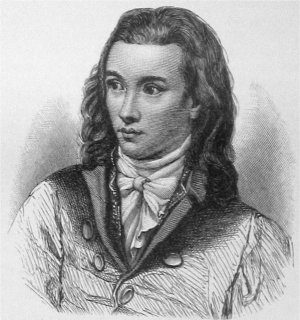
Novalis

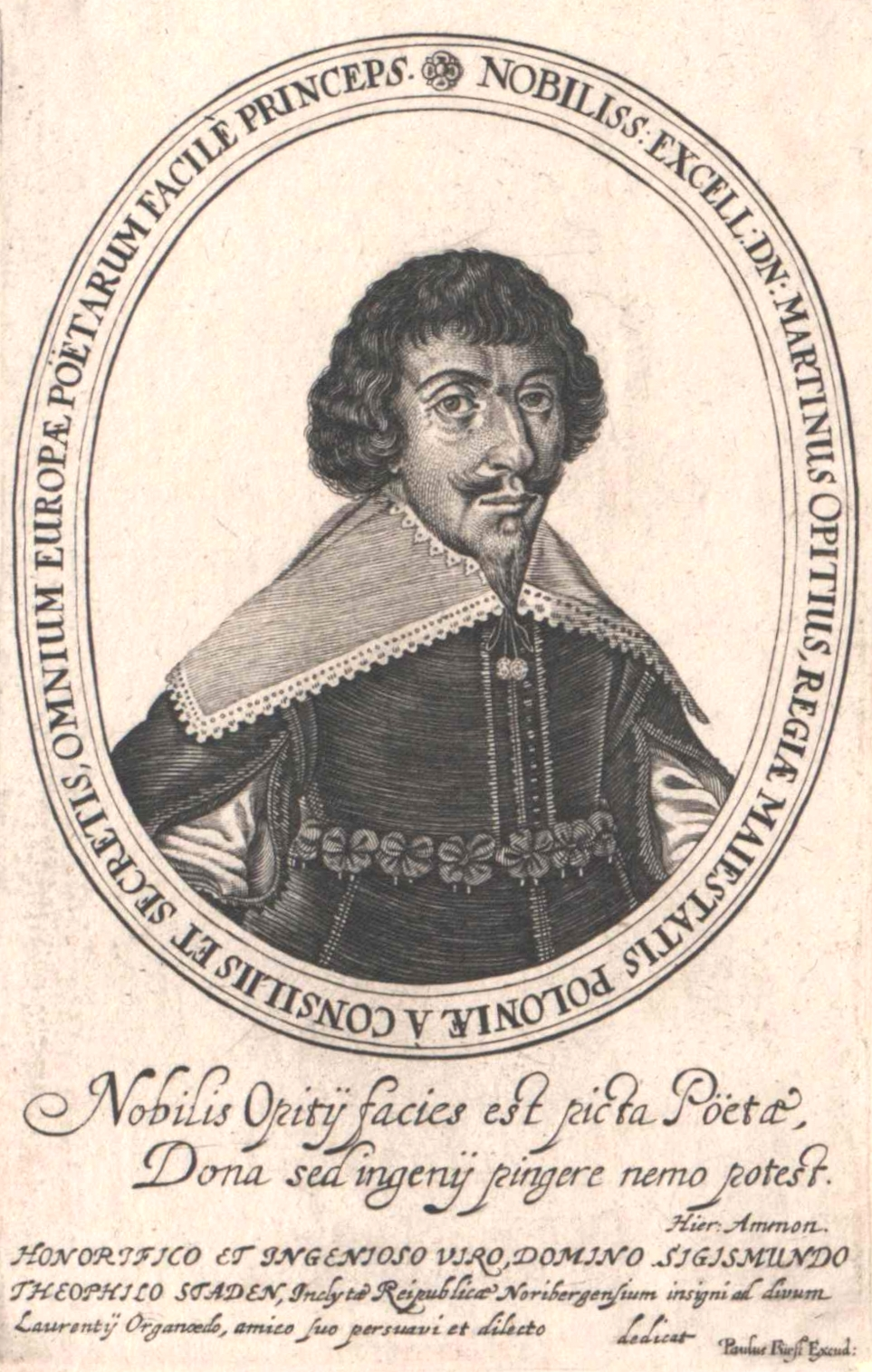
Martin Opitz

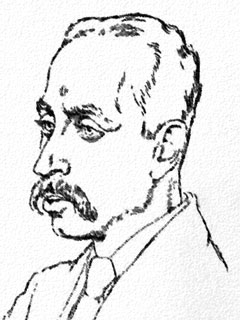
Rainer Maria Rilke

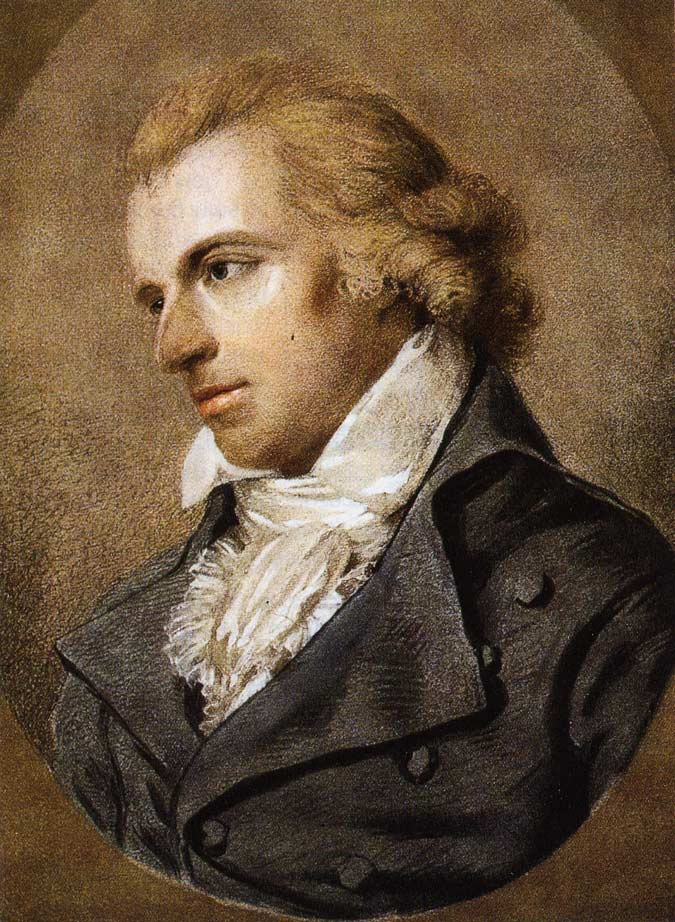
Ludovike Simanowiz:
Friedrich Schiller (1794)

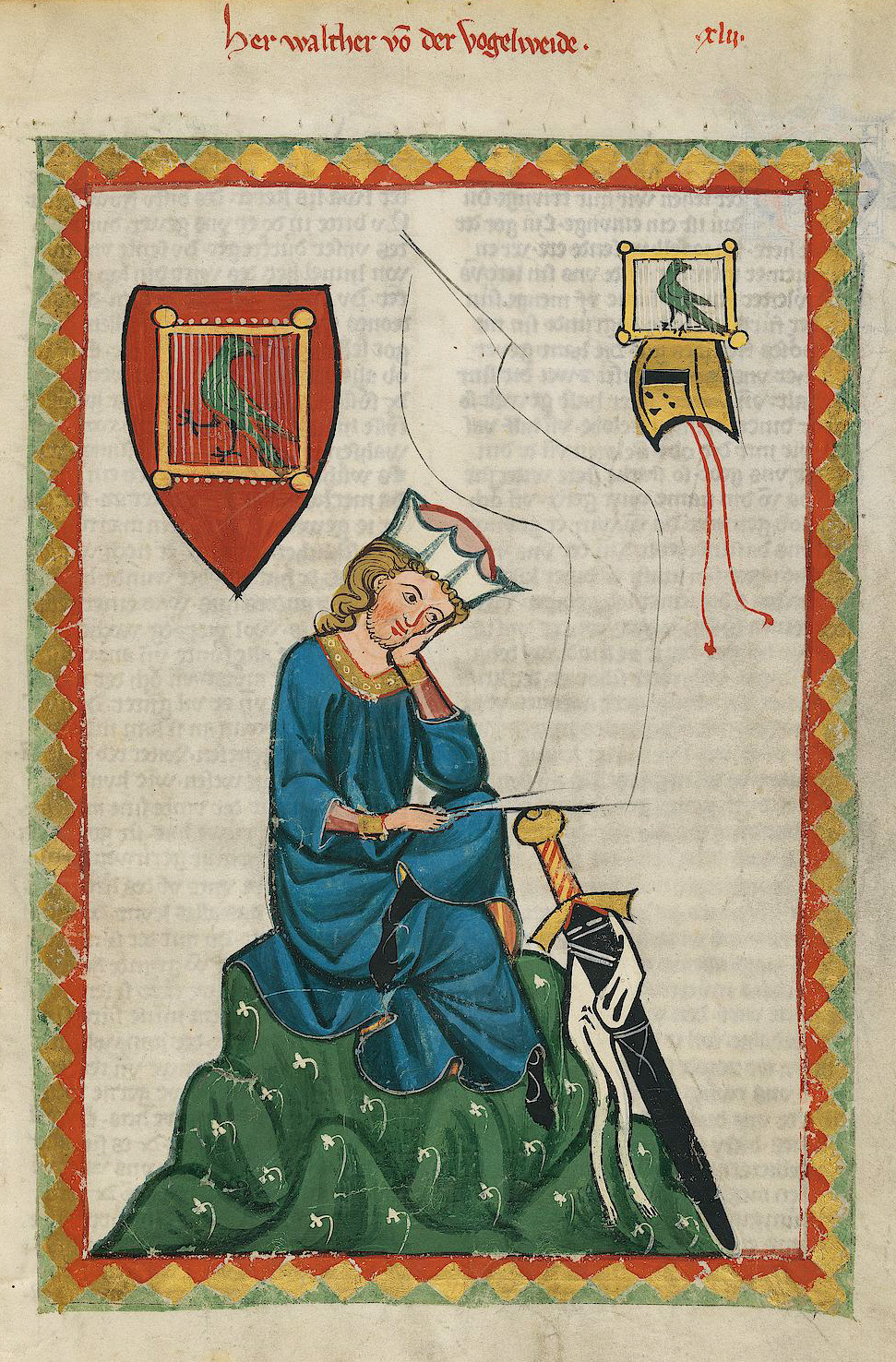
Walther von der Vogelweide a Codex Manesse lapján

- Német költők, írók listája
- Osztrák költők, írók listája
- Svájci költők, írók listája
- Erdélyi szász költők, írók listája

| Ábécé szerinti tartalomjegyzék                      |
| --------------------------------------------------- |
| A B C D E F G H I J K L M N O P Q R S T U V W X Y Z |

## A
- Alexander Abusch (1902–1982)
- Thomas Abbt (1738–1766)
- Friedrich Achleitner (*1930)
- Leopold Ahlsen (*1927)
- Wolf von Aichelburg (1912–1994)
- Ilse Aichinger (1921–2016)
- Dietmar von Aist (? –1171)
- Hermann Allmers (1821–1902)
- Matthias Altenburg (*1958)
- Carl Amery (1922–2005)
- Alfred Andersch (1914–1980)
- Stefan Andres (1906–1970)
- Ernst Angel (1894–1986)
- Ludwig Anzengruber (1839–1889)
- Johann August Apel (1771–1816)
- Bruno Apitz (1900–1979)
- Erich Arendt (1903–1984)
- Jochen Arlt (*1948)
- Ernst Moritz Arndt (1769–1860)
- Achim von Arnim (1781–1831)
- Bettina von Arnim (1785–1859)
- Hans Arp, (1887–1966)
- Hans Carl Artmann (1921–2000)
- Ludmilla Assing (1827–1880)
- Hartmann von Aue (1150/60-1210)
- Ernst Augustin (1927–2019)
- Johann Christoph Aulber (1675–1743)
- Ludwig Aurbacher (1784–1847)
- Rose Ausländer (1901–1988)
- Elisabeth Axmann (1926–2015)

## B
- Ingeborg Bachmann (1929–1974)
- Kurt Barthel (Kuba) (1914–1967)
- Kurt Bartsch  (1937–2010)
- Kurt Batt (1931–1975)
- Peter Baum (1869–1916)
- Bánk Zsuzsa (1965–)
- Johannes Robert Becher (1891–1958)
- Lilly Becher (1901–1978)
- Jurek Becker (1937–1997)
- Karl Bednarik (1915–2001)
- Albrecht Behmel (* 1971–)
- Gottfried Benn (1886–1956)
- Hans Bergel (1925–2022)
- Friedemann Berger (1940–2009)
- Thomas Bernhard (1931–1989)
- Ernst Bertram (1884–1957)
- Manfred Bieler (1934–2002)
- Otto Julius Bierbaum (1865–1910)
- Kurt Biesalski (* 1935)
- Karl Blind (1826–1907)
- Johannes Bobrowski (1917–1965)
- Friedrich Martin von Bodenstedt (1819–1892)
- Rudolf Borchardt (1877–1945)
- Wolfgang Borchert (1921–1947)
- Berthold Heinrich Borckes (1680–1747)
- Ulrich Alexander Boschwitz (1915–1942)
- Heinrich Böll (1917–1985), Nobel-díjas (1972)
- Ludwig Börne (1786–1837)
- Alois Brandstetter (*1938)
- Gerhard Branstner (1927–2008)
- Sebastian Brant (1457–1521)
- Thomas Brasch (1945–2001)
- Günter Braun (1928–2008)
- Johanna Braun (1929–2008)
- Otto Braun (író) (1900–1974)
- Volker Braun (* 1939)
- Werner Bräunig (1934–1976)
- Willi Bredel (1901–1964)
- Bertolt Brecht (1898–1956)
- Clemens Brentano (1778–1842)
- Thomas Brezina (1963–)
- Georg Britting (1891–1964)
- Hermann Broch (1886–1951)
- Max Brod (1884–1968)
- Arnolt Bronnen (1895–1959)
- Franz Xaver Bronner (1758–1850)
- Karl Bröger (1886–1944)
- Ferdinand Bruckner (1891–1958)
- Karl Bruckner (1906–1982)
- Thomas Brussig (* 1964–)
- Fritz Brügel (1897–1955)
- Alois Friedrich Graf von Brühl (1739–1793)
- Elfriede Brüning (1910–2014)
- Rudolf Brungaber (1901–1960)
- Karl Brunner (1887–1965)
- Sebastian Brunner (1814–1893)
- Marianne Bruns (1897–1994)
- Max Bruns (1876–1945)
- Günter de Bruyn (1926–)
- Andreas Heinrich Buchholtz (1607–1671)
- August Buchner (1591–1661)
- Reinhard Buchwald (1884–1983)
- Heinrich Bullinger (1504–1574)
- Heinrich Bulthaupt (1849–1905)
- Max Eugen Burckhard (1854–1912)
- Carl Jacob Burckhardt (1891–1974)
- Jacob Burckhardt (1818–1897)
- Konrad Burdach (1859–1936)
- Wilhelm Busch (1832–1908)
- Erhard Buschbeck (1889–1960)
- Bussaeus Mihály (16. század vége/17. század eleje)
- Carl Busse / v. Fritz Döring (1872–1918)
- Paul Busson (1873–1924)
- Christine Busta (1915–1987)
- Franz Bücheler (1837–1907)
- Karl Bücher (1847–1930)
- Georg Büchner (1813–1837)
- Jakob Bührer (1882–1975)
- Gottfried August Bürger (1747–1794)

## C
- Walter Calé (1881–1904)
- Elias Canetti (1905–1999), Nobel-díjas (1983)
- Ignaz Franz Castelli (1781–1862)
- Adelbert von Chamisso (1781–1838)
- Hanns Cibulka (1920–2004)
- Egmont Colerus (1888–1939)
- Walter Czollek (1907–1972) könyvkiadó NDK
- Hans Carossa (1878–1956)
- Paul Celan (1920–1970)
- Matthias Claudius (1740–1815)
- Heinrich Clauren (1771–1854)
- Hermann Conradi (1862–1890)

## D
- Simon Dach (1605–1659)
- Max Dauthendey (1867–1918)
- Theodor Däubler (1876–1934)
- Richard Dehmel (1863–1920)
- Heimito von Doderer (1896–1966)
- Alfred Döblin (1878–1957)
- Wilhelm Droste (* 1953–)
- Annette von Droste-Hülshoff (1797–1848)
- Friedrich Dürrenmatt (1921–1990)

## E
- Albert Ehrenstein (1886–1950)
- Günter Eich (1907–1972)
- Joseph von Eichendorff (1788–1857)
- Rudolf Elcho (1839–1923)
- Carl Einstein (1885–1940)
- Michael Ende (1929–1995)
- Adolf Endler (1930–2009)
- Andreas Eschbach (* 1959–)
- Marie Ebner Eschenbach (1830–1916)
- Wolfram von Eschenbach (1170 k–1220 k)
- Rudolf Christoph Eucken  (1846–1926) filozófus, Nobel-díjas (1908)

## F
- Gustav Falke (1853–1916)
- Hans Fallada (1893–1947)
- August Heinrich Hoffmann von Fallersleben (1798–1874)
- Ingeborg Feustel (1926–1998)
- Cäsar Flaischlen (1864–1920)
- Paul Fleming (1609–1640)
- Theodor Fontane (1819–1898)
- Forgó Léda (* 1973–)
- Johann Heinrich Samuel Formey (1711–1797)
- Friedrich de la Motte Fouqué (1777–1843)
- Franzobel (eredeti nevén Franz Stefan Griebl, *1967)
- Anne Frank (1929–1945)
- Ferdinand Freiligrath (1810–1876)
- Alfred Hermann Fried, Nobel-békedíjas
- Erich Fried (1921–1988)
- Fritz Rudolf Fries (1935–2014)
- Max Frisch (1911–1991)
- Jürgen Fuchs (1950–1999)
- Gertrud Fussennegger (1912–2009)
- Franz Fühmann (1922–1984)
- Louis Fürnberg (1909–1957)

## G
- Hans Christoph Ernst von Gagern (1766–1852)
- Ludwig Ganghofer (1855–1924)
- Wernher der Gartenaere (13. század)
- Karl-Markus Gauß
- Christian Fürchtegott Gellert (1715–1769)
- Stefan George (1868–1933)
- Thomas Glavinic (*1972)
- Johann Wolfgang von Goethe (1749–1832)
- Johannes Gorgias (1640–1684)
- Johann Christoph Gottsched (1700–1766)
- Peter Gosse
- Christian Dietrich Grabbe (1801–1836)
- Günter Grass (1927–2015), Nobel-díjas (1999)
- Franz Grillparzer (1791–1872)
- Jacob Grimm (1785–1863)
- Wilhelm Grimm (1786–1860)
- Hans Jakob Christoffel von Grimmelshausen (1621/22-1676)
- Paula Grogger (1892–1984)
- Andreas Gryphius (1616–1664)
- Norbert Gstrein (*1961)
- Emanuel Geibel (1815–1894)
- Paul Gerhardt (1607–1676)
- Ivan Goll (1891–1950)
- Gottfried von Strassburg (XIII. sz.)
- Martin Greif (1839–1911)
- Julius Grosse (1828–1902)
- Klaus Groth (1819–1899)
- Anastasius Grün (Alexander Graf von Auersperg) (1806–1876)
- Karoline von Günderrode (1780–1806)
- Johann Christian Günther (1695–1723)

## H
- Wolf Haas (*1960)
- Peter Hacks (1928–2003)
- Johannes Hadlaub (1302–1340)
- Gisbert Haefs (* 1950–)
- Sebastian Haffner (1907–1999)
- Friedrich von Hagedorn (1708–1754)
- Ida Hahn-Hahn (1805–1880)
- Peter Handke (*1942)
- Norbert Hanrieder
- Eberhard Werner Happel (1647–1690)
- Otto Erich Hartleben (1864–1905)
- Walter Hasenclever (1890–1940)
- Wilhelm Hauff (1802–1827)
- Gerhart Hauptmann  (1862–1946), Nobel-díjas (1912)
- Friedrich von Hausen (1150–1190)
- Otto Häuser (1924–2007)
- Marlen Haushofer
- Friedrich Hebbel (1813–1863)
- Johann Peter Hebel (1760–1826)
- Christoph Hein (*1944)
- Heinrich Heine (1797–1856)
- Helmut Heißenbüttel (1921–1996)
- Karl Henckell (1864–1929)
- Johann Gottfried Herder (1744–1803)
- Karl Herloßsohn (1804–1849)
- Stephan Hermlin (1915–1997)
- Hans Herrig (1845–1892)
- Wolfgang Herrndorf (1965–2013)
- Wilhelm Hertz (1835–1902)
- Georg Herwegh (1817–1875)
- Theodor Herzl  (1862–1904)
- Michael Hesemann (* 1964–)
- Hermann Hesse (1877–1962), Nobel-díjas (1946)
- Karl Heyer (1888–1964)
- Georg Heym (1887–1912)
- Stefan Heym (1913–2001)
- Paul Heyse (1830–1914), Nobel-díjas (1910)
- Wolfgang Hilbig (1941–2007)
- Peter Hille (1854–1904)
- Rolf Hochhuth (1931–2020)
- E. T. A. Hoffmann (1776–1822)
- Christian Hoffmann von Hoffmannswaldau (1616–1679)
- Hugo von Hofmannsthal (1874–1929)
- Burkhardt von Hohenfels (13. sz. első fele)
- VI. Henrik német-római császár (1165–1197)
- Wolfgang Hohlbein (* 1953–)
- Arno Holz (1863–1929)
- Ödön von Horváth (1901–1938)
- Ernst Christoph Freiherr von Houwald (1778–1845)
- Johann Christian Friedrich Hölderlin (1770–1843)
- Ludwig Heinrich Christoph Hölty (1748–1776)
- Ricarda Huch (1864–1947)
- Peter Huchel (1903–1981)
- Ulrich von Hutten (1488–1523)
- Robert Hültner (* 1950–)

## I
- Anneliese Ichenhäuser
- Franz Innerhofer (1944–2002)

## J
- Johann Georg Jacobi (1740–1814)
- Karl-Heinz Jakobs
- Ernst Jandl (1925–2000)
- Elfriede Jelinek (*1946) Nobel-díjas  (2004)
- Bernd Jentzsch
- Wolfgang Jeschke (1936–2015)
- Albrecht von Johansdorf, (1180 előtt –1206 után)
- Uwe Johnson (1934–1984)
- Peter Jokostra
- Bruno Jonas (* 1952–)
- Ernst Jünger (1895–1998)

## K
- Franz Kafka (1883–1924)
- Erich Kästner (1899–1974)
- Heinz Kahlau (1931–2012)
- Hermann Kant (1926–2016)
- Uwe Kant (* 1936)
- Franz Xaver Kappus (1883–1966)
- Marie Luise Kaschnitz (1901–1974)
- Daniel Kehlmann (* 1975)
- Gottfried Keller (1819–1890)
- Bernhard Kellermann
- Wolfgang Kellner
- Walter Kempowski (1929–2007)
- Heinar Kipphardt (1922-1982)
- Rainer Kirsch (1934–2015)
- Sarah Kirsch (1935–2013)

- Hans Hellmut Kirst (1914–1989)

- Ewald Christian von Kleist (1715–1759)

- Heinrich von Kleist (1777–1811)
- Friedrich Gottlieb Klopstock (1724–1803)
- Peter Klusen (* 1951–)
- Adolf Knigge (1752–1796)
- Wolfgang Koeppen (1906–1996)
- August von Kotzebue (1761–1819)
- August Ewald König (1833–1888)
- Helga Königsdorf (1938–2014)
- Leonhard Kohl von Kohlenegg (1834-1875)
- Christian Kracht (* 1966)
- Karl Kraus  (1874–1936)
- Anton Kuh (1890–1941)
- Günter Kunert (* 1929–2019)
- Reiner Kunze (* 1933)
- Alfred Kurella (1895–1975) író, műfordító
- Sarah Kuttner (* 1979–)

## L
- Thomas Lang (* 1967–)
- Hartmut Lange
- Elisabeth Langgässer (1899–1950)
- Anemone Latzina (1942–1993) erdélyi szász költő
- Nikolaus Lenau (1802–1850)
- Jakob Michael Reinhold Lenz (1751–1805)
- Klaus Lettke (*1938)
- Gotthold Ephraim Lessing (1729–1781)
- Fanny Lewald (1811–1889)
- Georg Christoph Lichtenberg (1742–1799)
- Erich Loest (1926–2013)
- Luther Márton (1483–1546)

## M
- Mechtild von Magdeburg (1212 körül – 1282/1283 körül)
- Thomas Mann (1875–1955), Nobel-díjas (1929)
- Heinrich Mann (1871–1950)
- Klaus Mann (1906–1949)
- Hans Marchwitza
- Horst Matthies (*1939)
- Karl May (1842–1912)
- Lene Mayer-Skumanz
- Rosa Mayreder
- Friederike Mayröcker  (*1924–)
- Robert Menasse (*1954–)
- Adolf Meschendörfer (1877–1962)
- Conrad Ferdinand Meyer  (1825–1898)
- Johann Mittänzer (1970–2000)
- Felix Mitterer
- Walter Moers (*1957)
- Maximilian Leopold Moltke (1819–1914)
- Theodor Mommsen  (1817–1903), Nobel-díjas (1902)
- Terézia Mora (*1971)
- Christian Morgenstern (1871–1914)
- Irmtraud Morgner (1933–1990)
- Heinrich von Morungen  (? -1222)
- Eduard Mörike  (1804–1875)
- Robert Musil (1880–1942)
- Armin Müller (1928–2005)
- Heiner Müller (1929–1995)
- Herta Müller (*1953), Nobel-díjas (2009)

## N
- Sabina Naber
- Johann Nepomuk Nestroy (1801–1865)
- Erik Neutsch (1931–2013)
- Dieter Noll (1927–2008)
- Ingrid Noll (*1935)
- Novalis / Friedrich Leopold von Hardenberg (1772–1801)
- Christine Nöstlinger (1936–2018)

## O
- Martin Opitz (1597–1639)
- Herbert Otto

## P
- Eberhard Panitz
- Ulrich Plenzdorf (1934–2007)
- Theodor Plivier
- Benno Pludra (1925–2014)
- Gert Prokop (1934–1994)

## R
- Stefan Raile (* 1937)
- Ferdinand Raimund  (1790–1836)
- Karl Wilhelm Ramler (1725–1798)
- Tilman Rammstedt (*1975)
- Christoph Ransmayr (1954–)
- Brigitte Reimann (1933–1973)
- Erich Maria Remarque (1898–1970)
- Ludwig Renn (1889–1979)
- Rainer Maria Rilke (1875–1926)
- Karl Heinz Robrahn (1913–1987)
- Peter Rosegger
- Peter Rühmkorf (1929–2008)

## S
- Hans Sachs (1494–1576)
- Nelly Sachs (1891–1970), Nobel-díjas (1966)
- Helmut Sakowski (1924–2005)
- Felix Salten (1869–1945)
- Rafik Schami (1946-) szír-német író
- Hans Joachim Schädlich (* 1935)
- Georg Scherg (1917–2002)
- Landolf Scherzer (* 1941)
- Friedrich Schiller (1759–1805)
- Robert Schindel
- Klaus Schlesinger (1937–2001)
- Bernhard Schlink (* 1944)
- Robert Schneider (*1961)
- Rolf Schneider
- Arthur Schnitzler (1862–1931)
- Wolfgang Schreyer (1927–2017)
- Helga Schubert
- Ingo Schulze (* 1962)
- Helga Schütz
- Stefan Schütz
- Bernhard Seeger
- Anna Seghers (1900–1983)
- Fritz Selbmann (1899–1975)
- Johannes Mario Simmel (1924–2009)
- Jura Soyfer (1912–1939)
- Wolf Spillner (* 1936)
- Carl Spitteler (1845–1924), Nobel-díjas (1919)
- Werner Steinberg (1913–1992)
- Gisela Steineckert (* 1931)
- Hans-Jürgen Steinmann (1929–2008)
- Franz Stelzhamer
- Adalbert Stifter  (1805–1868)
- Theodor Storm  (1817–1888)
- Erwin Strittmatter (1912–1994)
- Eva Strittmatter (1930–2011)
- Benjamin von Stuckrad-Barre (* 1975)
- Bertha von Suttner (1843–1914)
- Patrick Süskind (* 1949)

## T
- Der Tannhäuser (1205 k.–1267 k.)
- Michael Marcus Thurner
- Ludwig Tieck (1773–1853)
- Harry Thürk (1927–2005)
- Friedrich Torberg
- B. K. Tragelehn (* 1936)
- Georg Trakl (1887–1914)
- Ludwig Turek
- Peter Turrini (*1944)

## U
- Bodo Uhse (1904–1963)
- Ludwig Uhland (1787–1862)

## V
- Karl Veken (1904–1971)
- Heinrich von Veldeke (1150–1210)
- Walther von der Vogelweide (1170 k – 1230 k)
- Anne C. Voorhoeve (1963–)

## W
- Wilhelm Heinrich Wackenroder (1773–1798)
- Karl Heinrich Waggerl
- Günter Wallraff (1942–)
- Maxie Wander
- Inge von Wangenheim (1912–1993)
- Jakob Wassermann
- Georg Rodolf Weckherlin (1584–1653)
- Erich Weinert (1890–1953)
- Günther Weisenborn
- Otfried von Weissenburg (kb. 800–870)
- Liselotte Welskopf-Henrich (1901–1979)
- Franz Werfel (1890–1945)
- Christoph Martin Wieland (1733–1813)
- Paul Wiens
- Josef Winkler (*1953)
- Erwin Wittstock
- Benito Wogatzki
- Christa Wolf (1929–2011)
- Gerhard Wolf
- Oswald von Wolkenstein
- Knud Wollenberger (1952–2012)
- Hans Wollschläger (1935–2007)
- Christine Wolter
- Erich Wustmann (1907–1994)
- Michael Wüstefeld

## Z
- Heinrich Zillich
- Max Zimmering (1919–1973)
- Hedda Zinner (1907–1994)
- Arnold Zweig (1887–1968)
- Stefan Zweig (1881–1942)
- Gerhard Zwerenz (1925–2015)
- Jan Zweyer